# Carina Boberg
Carina Helen Boberg, född 12 maj 1952 i Brämaregården i Göteborg, död 31 maj 2020 i Johanneberg i Göteborg, var en svensk skådespelare.
Boberg studerade vid Statens scenskola i Göteborg och anställdes vid Göteborgs Stadsteater 1983. Hon arbetade också bland annat vid Dalateatern, Uppsala Stadsteater och Östgötateatern.
Hon var gift med skådespelaren Göran Ragnerstam. Boberg är begravd på Stampens kyrkogård i Göteborg.

## Filmografi
- 1994–1998 – Rena rama Rolf (TV-serie)
- 1997 – Skallgång
- 1997 – Glappet (TV-serie)
- 2000 – Soldater i månsken (TV-serie)
- 2001 – Bekännelsen
- 2002 – Suxxess
- 2002 – Skeppsholmen (TV-serie)
- 2003 – Miffo
- 2003 – Kopps
- 2003 – En ö i havet (TV-serie)
- 2004 – Lokalreportern (TV-serie)

## Teater

### Roller (ej komplett)
| År   | Roll                        | Produktion                                                                        | Regi                | Teater                           |
| ---- | --------------------------- | --------------------------------------------------------------------------------- | ------------------- | -------------------------------- |
| 1980 |                             | De tre tjockisarna Jurij Olesja                                                   | Gun Jönsson         | Norrköping-Linköping stadsteater |
| 1986 |                             | Kött och kärlek Jouko Turkka                                                      | Jouko Turkka        | Göteborgs stadsteater            |
| 2000 | Elisabet "Bettan" Mjunstedt | Rena rama Rolf Wilhelm Behrman och Gustaf Skördeman                               | Krister Classon     | Vallarnas friluftsteater         |
| 2003 |                             | Bron Jan Tätte                                                                    | Jaanus Rohumaa      | Göteborgs stadsteater            |
| 2003 |                             | Fångarnas dilemma David Edgar                                                     | Jasenko Selimović   | Göteborgs stadsteater            |
| 2005 |                             | Måsen Anton Tjechov                                                               | Carolina Frände     | Göteborgs Stadsteater            |
| 2006 |                             | Körsbärsträdgården Anton Tjechov                                                  | Rimas Tuminas       | Göteborgs Stadsteater            |
| 2007 |                             | Korpen Edgar Allan Poe                                                            | Sven-Åke Gustavsson | Göteborgs stadsteater            |
| 2008 |                             | Sista dansen Carin Mannheimer                                                     | Carin Mannheimer    | Göteborgs stadsteater            |
| 2008 |                             | Förnuft och känsla Mark Healy efter Jane Austen                                   | Maria Löfgren       | Göteborgs stadsteater            |
| 2010 |                             | Den inbillningssjuke Molière                                                      | Åsa Kalmér          | Göteborgs stadsteater            |
| 2010 |                             | Stenen Marius von Mayenburg                                                       | Mattias Nordkvist   | Göteborgs stadsteater            |
| 2012 |                             | Affären Danton Stanislawa Przybyszewska                                           | Andrés Lima         | Göteborgs stadsteater            |
| 2014 |                             | Sylvi Minna Canth                                                                 | Jenny Andreasson    | Göteborgs stadsteater            |
| 2014 |                             | Flotten, Hemmet, Sandlådan 2014 Kent Andersson, Bengt Bratt och Mattias Andersson | Mattias Andersson   | Göteborgs stadsteater            |
| 2015 |                             | Karlsson på taket Astrid Lindgren                                                 | Alexander Öberg     | Göteborgs stadsteater            |
| 2015 | Juliane Tesman              | Hedda Gabler Henrik Ibsen                                                         | Emil Graffman       | Göteborgs stadsteater            |
| 2015 |                             | Det bästa hos människan Bengt Ohlsson                                             | Bengt Ohlsson       | Göteborgs stadsteater            |
| 2016 |                             | Alice i Underlandet Lewis Carroll                                                 | Anna Pettersson     | Göteborgs stadsteater            |
| 2016 |                             | Mephisto Klaus Mann                                                               | Pontus Stenshäll    | Göteborgs stadsteater            |
| 2017 | Mary Johnson                | Karl Gerhard Irena Kraus                                                          | Eva Bergman         | Göteborgs stadsteater            |
| 2018 |                             | Dom blinda Astrid Saalbach                                                        | Sisela Lindblom     | Göteborgs stadsteater            |
| 2018 | Helena Ekdahl               | Fanny och Alexander Ingmar Bergman                                                | Eva Bergman         | Göteborgs stadsteater            |